# Грецизм
Греци́зм — слово, його окреме значення, вислів, морфема тощо, запозичені з грецької мови або утворене за її зразком. Грецизми переважно усвідомлюються мовцями як чужорідний елемент і зберігають ознаки свого походження.

## В українській мові
Серед інших слів грецького походження вирізняються загальнослов'янські, східнослов'янські грецизми і такі, що вживаються лише в українській мові (в інших слов'ян, мовах їх або немає, або вони запозичені з української). Специфічно українськими грецизмами є: атерина, левада, лиман, спудей (учень духовного навчального закладу), троянда, халепа та ін.
До найдавніших грецизмів належать безпосередні запозичення, засвоєні мовою Київської Русі ще до прийняття християнства внаслідок торгово-економічних зв'язків з Грецією та її колоніями в Північному Причорномор'ї і Надазов'ї.
- Диканя
- Кадка
- Кукла
- Кипарис
- Кит
- Корабель
- Мигдаль
- М'ята
- Огірок
- Оладка
- Троянда

Інші потрапили до української пізніше:
- Халепа < χαλεπά

Велика кількість грецизмів прийшла в українську мову після прийняття християнства через старослов'янські переклади релігійної літератури.
- Ангел/Янгол
- Біблія
- Коливо
- Крилас
- Монастир
- Паламар
- Псалом
- Піп
- Попадя
- Скамна, скамниця («лава»)

Через посередництво церковнослов'янської засвоєні й християнські імена, як грецького походження (Андрій, Арсен, Василь, Євген, Микола, Олександр, Олена, Софія, Федір та ін.), так і латинського й гебрейського.
Крім лексичних грецизмів, в українській мові виникли кальки грецьких лексем, зокрема складних (благовісний, благодатний, благородний, благословенний, благовіст, благословляти), серед них і власні імена, що співіснують з грецькими зразками (Богдан — Федот, Богодар — Федір) або вживаються тільки в українському калькованому варіанті (Віра, Любов, Надія).
Є також фразеологізми з різних грецьких джерел, відтворені засобами української мови (пізнай самого себе; яблуко розбрату; або зі щитом, або на щиті).
Інтернаціональна лексика

Протягом наступних століть з'явилося багато наукових термінів грецького походження як запозичених з грецької мови, так і утворених на основі грецьких морфем. Переважна більшість грецизмів (85 %) у сучасній українській мові належить до інтернаціоналізмів (апсида, економія, історія, мелодія, метагалактика, музика, строфа, філософія  та ін.) — в основному це термінологічна лексика.
Якщо лексика релігійного характеру запозичувалася через посередництво церковнослов'янської мови, то науково-технічні терміни — переважно через посередництво латини й західноєвропейських мов. У зв'язку з цим слід звернути увагу на розбіжності у передаванні грецизмів зі літерами β, θ, η. При запозиченні з церковнослов'янської їх передають українськими літерами «в», «ф» і «і» (іноді «и») відповідно, при запозиченні через латину — літерами «б», «т» і «е» (на початку слова — «ге»). Ці неоднозначності спричинені фонетичними змінами у процесі історичного розвитку грецької мови: церковнослов'янська традиція орієнтується на середньогрецьку (візантійську) та новогрецьку вимову, латинська й західноєвропейська — на давньогрецьку (класичну). Те ж саме грецьке слово може бути запозичене різними шляхами — при цьому не тільки написання, але й значення його може бути різним. Наприклад, грец. σχῆμα («образ») через церковнослов'янське посередництво засвоєне у формі «схима», через латинське — як «схема». Ім'я героя грецьких міфів Ηρακλής надалі стало канонічним християнським ім'ям і потрапило до української у формі «Іраклій», у той час щодо самого міфологічного персонажа вживається форма «Геракл». Інше грецьке ім'я, Θεόδωρος (буквально — «Богодар») може вживатися як в українській адаптації «Федір» (якщо його носій українець, білорус чи росіянин), так і в формах «Теодорос» (щодо греків) і «Теодор», «Теодоро» (щодо жителів багатьох європейських країн).